# Taphrina bacteriosperma
Taphrina bacteriosperma är en svampart som tillhör divisionen sporsäcksvampar, och som beskrevs av Johanson. Taphrina bacteriosperma ingår i släktet Taphrina, och familjen häxkvastsvampar. Arten är reproducerande i Sverige.